# Evanci
Evanci (llatí: Evanthius) va ser un retòric i gramàtic romà mort aproximadament l'any 359. Es menciona entre els comentaristes de Terenci i és molt elogiat a la Crònica de Jeroni d'Estridó. Se li atribueix l'obra titulada Brevis dissertatio de Tragoedia et Comoedia. De vegades se'l confon amb Eugrafi, un autor molt posterior, comentarista també de Terenci.